# Elongated Man
Elongated Man (även känd som Gummimannen på svenska), amerikansk superhjälte skapad 1960 av John Broome och Carmine Infantino, på uppdrag av redaktören Julius Schwartz. Seriefiguren ägs av DC Comics.

## Handling
Elongated Man dök upp för första gången som bifigur i serien Flash (nummer 112, 1960). Från början är han lycksökaren Ralph Dibny som helst av allt vill bli berömd. Ständigt fascinerad av ormmänniskor på cirkus försöker han lära sig deras hemligheter. Då han inser att alla de ormmänniskor han stöter på är förtjusta i en läskedryck vid namn "Gingold", gör han egna experiment med den sällsynta gingo-frukten som läsken görs av. Efter att ha druckit ett koncentrat från frukten får han förmågan att töja ut sin kropp (eller delar av sin kropp) till otroliga längder. Lägg därtill att hans näsa kan känna lukten av ett mysterium och växer ut och vibrerar när något är på tok!
Efter ett obligatoriskt missförstånd med Flash som först tror att Ralph är en skurk, sätter de fast en rånarliga och blir därefter bästa vänner.
Idén kan tyckas krystad även för en superhjälte, och till yttermera visso är Elongated Man från början inte mycket mer än ett plagiat av Jack Coles Plastic Man. Redaktören Schwartz har senare erkänt att han inte hade skapat en ny gummihjälte om han vetat att DC Comics faktiskt ägde rättigheterna till serien ”Plastic Man” vid tillfället.

## Publicering
Trots det uppenbara plagiatet får man säga att Elongated Man växte ifrån, om än inte förbi, sin förebild. Efter ytterligare några framträdanden i ’’Flash’’ blev han så populär att han 1964 fick en egen andraserie i Batman-tidningen Detective Comics.
I början av 70-talet gick Elongated Man med i den populära supergruppen Justice League of America (Lagens Väktare). Även efter det att hans egen slot i Detective blivit nedlagd fortsatte han att gästspela i såväl Justice League som andra superhjältetitlar under de följande decennierna, inklusive en viktig biroll i James Robinsons kritikerrosade Starman i slutet av 90-talet.
1991 kom Elongated Mans sista serie på egen hand, miniserien Elongated Man: Europe '92 av Gerard Jones, Mike Parobeck och Ty Templeton.
Då Grant Morrison förnyade Justice League-tidningen i slutet av 90-talet lämnades Elongated Man utanför och istället var det den mer kände Plastic Man som fick en mer framträdande roll i gruppen såväl som i DC:s universum.
På svenska har Gummimannen synts i Gigant och Stålmannen under 70- och 80-talen.

## Karaktären
Elongated Man var länge en unik superhjälte av flera orsaker. Dels var hans motiv att bli hjälte allt annat än nobla – Ralph ville ha ära och berömmelse. En annan viktig detalj var att han tidigt slängde sin mask och avslöjade sin identitet för hela världen, en av de första trikåhjältar som gjorde det. En tredje faktor var att Ralph, trots sina krafter, inte var en superhjälte i första hand, utan en detektiv. Han deduktiva förmåga var imponerande, och förutom Batman räknades han som den främste detektiven hos DC. Lägg därtill en god portion humor som de flesta av DC:s hjältar saknade – under den här tiden var Marvels författare mycket mer benägna att låta sina hjältar ta sig själva på lite mindre allvar.
Ej heller att förglömma – kanske det viktigaste av allt – var att Ralph var en av de få hjältar som var gifta. Hans maka Sue var en ovanligt stark kvinnofigur för sin tid och alltid en vital del i hans historier.

## Status
Ralph har alltid varit en underdog i DC:s universum och inte någon av förlagets storsäljare, men lyckades ändå nå en viss kultstatus. Serieskapare som James Robinson, Gerry Conway, Chuck Dixon, Mark Waid och J.M. DeMatteis har alla bedyrat hur mycket de älskar figuren.
Trots det lär det inte ske mycket med Elongated Man den närmaste tiden. I DC:s miniserie ”Identity Crisis” från 2004 avlivades Sue Dibny och därmed försvann en viktig del av det som gjorde denna töjbara hjälte unik. Dessutom dödades Elongated Man av Neron i serien 52.